# Radio Studio 97
(Slogan di Radio Studio 97)
Radio Studio 97 è un'emittente radiofonica italiana con sede a Crotone.
Nata nel 1982 su iniziativa di Piero Latella, è a tutt'oggi l'unica stazione radio che trasmette nell'intero territorio dell'omonima provincia.
Oltre a trasmettere musica italiana e straniera, viene dato largo spazio all'informazione locale, nazionale e sportiva attraverso numerose edizioni del giornale radio.

## Palinsesto
- Il Mucchio
- Radio Giornale
- Studio Notizie
- Un nuovo giorno
- Studio Sport
- Music & Words
- Just For Fun
- Stile Libero
- Hip-Hop History
- Coisa Brasileira